# Girona Futbol Club
Il Girona Futbol Club, noto semplicemente come Girona, è una società calcistica spagnola con sede a Gerona, in Catalogna. Milita nella Primera División, massima serie del campionato spagnolo di calcio.
La maggioranza del club è detenuta dal City Football Group. La squadra, che ha esordito in Primera División nella stagione 2017-2018, disputa le partite casalinghe, dagli anni '70 del XX secolo, allo stadio Montilivi di Girona, impianto da 14 624 posti a sedere. Il club ha ottenuto il suo miglior risultato nel 2024, quando per la prima volta nella sua storia si è qualificato per la UEFA Champions League arrivando terzo in campionato.

## Storia

Rendimento in campionato del Girona Futbol Club 1929-presente

Il 23 luglio 1930, al caffè Norat della Rambla di Gerona, si costituì il Girona Fútbol Club dopo lo scioglimento dell'Unió Esportiva Girona per motivi economici. La squadra si iscrisse dunque alla seconda divisione del campionato catalano di calcio. La prima partita ufficiale, contro il Colònia Artigas, vide scendere in campo: Florenza, Teixidor, Farró, Flavià, Comas, Corradi, Ferrer, Escuder, Clara, Torrellas e Taradellas.
Nel 1935-1936 il Girona esordì nella Segunda División e nel suo raggruppamento concluse al primo posto, accedendo agli spareggi per la promozione. Qui se la vide con Celta Vigo, Real Saragozza, Arenas Club, Real Murcia e Xerez e si classificò penultima, piazzamento non sufficiente a centrare la promozione in Primera División.
Dopo la guerra civile spagnola la squadra fece l'ascensore tra Segunda e Tercera División, categoria in cui precipitò nel 1959 e nuovamente nel 1980 (nel 1977 era stata creata la Segunda División B, dove il Girona rimase tre anni prima della retrocessione in Tercera). Nel 1968 iniziarono i lavori di costruzione dello Stadio Montilivi, che dal 1970 sostituì stabilmente il vecchio impianto, il Vista Alegre.
Nei decenni seguenti il Girona fluttuò tra terza e quarta serie, trascorrendo anche tre stagioni nel campionato regionale, nel 1982-1983, nel 1997-1998 e nel 1998-1999.
Il 16 giugno 2008, battendo per 1-0 il Ceuta nei play-off, raggiunse, sotto la guida del tecnico Raül Agné, la seconda promozione consecutiva, tornando così in Segunda División dopo 49 anni.
Il 22 luglio 2010 un gruppo di uomini d'affari di Gerona guidati da Ramon Vilaró, Joaquim Boadas e Josep Slim acquistò il 72% delle azioni del club, prima di proprietà di Josep Gusó e Josep Rofes. Vilaró fu eletto presidente, mentre Agné, dopo un periodo sulla panchina del Recreativo Huelva, tornò ad allenare il Girona in vista dell'imminente stagione di Segunda División. Fu esonerato il 14 gennaio 2012, dopo una sconfitta esterna (3-0) proprio contro il Recreativo Huelva.
Il 9 maggio 2013 un nuovo consiglio dirigenziale, adottando il motto "El Girona FC también es mío" (Il Girona FC è anche mio), approvò un aumento di capitale sociale sino a 300 000 euro, da distribuirsi in azioni da 10 euro l'una, allo scopo di ripianare il bilancio del club. 
Nella stagione 2014-2015 il Girona fallì la promozione diretta in Primera División all'ultima giornata. A pochi minuti dal termine dell'ultimo incontro di campionato, in casa contro il Lugo, fu raggiunta sul pari, quando una vittoria le sarebbe stata sufficiente a ottenere l'obiettivo. La squadra catalana ebbe comunque accesso ai play-off, ma fu eliminata in semifinale dal Real Saragozza, malgrado una vittoria per 3-0 nel turno di andata. Nel 2015-2016 la squadra raggiunse la finale dei play-off per la promozione in Primera División, ma fu sconfitta dall'Osasuna. Nel 2016-2017, grazie al secondo posto dietro al Levante, il Girona ottenne finalmente la promozione in massima serie per la prima volta nella propria storia.
Il 23 agosto 2017 il 44,3% delle azioni del club fu rilevato da City Football Group (CFG). Un altro 44,3% era detenuto dal Girona Football Group, guidato da Pere Guardiola, fratello di Josep Guardiola.
La stagione dell'esordio nella massima serie fu memorabile: grazie al decimo posto il Girona conseguì una tranquilla salvezza, a soli sette punti da un piazzamento utile per la qualificazione europea, e ottenne vittorie di rilievo, come il 6-0 al Las Palmas e la prestigiosa vittoria in rimonta in casa contro il Real Madrid (2-1) del 29 ottobre 2017. La stagione 2018-2019 vide il Girona retrocedere in Segunda División all'ultima giornata, malgrado durante l'annata la squadra avesse conseguito un'altra vittoria contro il Real Madrid, sempre per 2-1 e stavolta al Bernabéu.. Quinta classificata in seconda serie nel 2019-2020, la squadra superò l'Almería nella doppia semifinale dei play-off per la promozione, ma uscì sconfitta dalla doppia finale contro l'Elche. Sulla stessa falsariga si svolse l'annata 2020-2021, conclusa al quinto posto in classifica e, dopo il superamento della semifinale dei play-off ancora contro l'Almería, con la sconfitta in finale contro il Rayo Vallecano. Anche nella stagione 2021-2022 la squadra raggiunse un piazzamento valevole per gli spareggi promozione, ma questa volta, superando l'Eibar in semifinale e il Tenerife in finale, i biancorossi riuscirono a ottenere il ritorno nella massima serie.  
La stagione in Liga 2022-2023 è molto positiva per il Girona, che consegue una tranquilla salvezza a metà classifica, piazzandosi a soli 4 punti dalla zona Conference League occupata dall'Osasuna. Il 27 settembre 2023, alla settima giornata della stagione successiva, per la prima volta il Girona sale al primo posto della classifica della massima serie spagnola, a pari punti con il  Real Madrid, grazie a un inizio di stagione memorabile, con 4 vittorie, 2 pareggi e una sola sconfitta (contro il Real Madrid) e con il miglior attacco del torneo. Il 10 dicembre dello stesso anno, approfittando del pareggio del Real Madrid in casa del Real Betis del giorno prima, il Girona batte clamorosamente il Barcellona per 4-2 fuori casa e torna in solitaria in vetta alla classifica alla sedicesima giornata. Concluso il girone d'andata al secondo posto a pari punti (48 su 57 disponibili) con il Real Madrid, nel febbraio 2024 la squadra catalana perde lo scontro diretto contro i blancos per 4-0 e da lì accusa un calo di prestazioni che la farà allontanare dal primo posto in classifica, ma che non impedirà, a quattro giornate dalla fine, di ottenere per la prima volta la qualificazione alla UEFA Champions League, guadagnata battendo il Barcellona di nuovo per 4-2. 
Lo storico esordio in Champions avviene il 18 settembre 2024 contro i campioni di Francia del PSG e il Girona perde per 1-0, mentre la prima vittoria avviene alla terza giornata battendo 2-0 al Montilivi gli slovacchi dello Slovan Bratislava. Tuttavia, oltre a questa vittoria, il Girona le perde tutte venendo eliminato dalla competizione. In campionato il trend negativo, nonostante un buon inizio, continua e il Girona crolla in classifica rischiando addirittura la retrocessione. Si salva alla penultima giornata e termina il campionato al sedicesimo posto.

## Strutture

### Stadio
Gioca le proprie partite casalinghe allo stadio Montilivi, che ha una capienza di 13 450 spettatori.

## Allenatori
- Francisco Bru (1937-39)
- Károly Plattkó (1948-49)
- Hilario (1949-50)
- Domènec Balmanya (1952)
- Emilio Aldecoa (1955-57), (1959-60)
- Dagoberto Moll (1965-66)
- Emilio Aldecoa (1967-68)
- Vicenç Sasot (1972-74)
- Emilio Aldecoa (1974-76)
- Lluís Coll (1976)
- Vicenç Sasot (1979-80)
- Pepe Pinto (1980-81), (1981-82)
- Luis Costa (1981-82)
- Emilio Aldecoa (1982)
- Paco Bonachera (1993)
- Pere Gratacós (1997-99)
- Narcís Julià (2003)
- Agustín Abadía (2003-04)
- Josep María Nogués (2005)
- Joan Carrillo (2006-07)
- Ricardo Rodríguez (2007)
- Raül Agné (2007-09)
- Javi Salamero (2009)
- Miquel Olmo (2009)
- Cristóbal Parralo (2009)
- Narcís Julià (2009-10)
- Raül Agné (2010-12)
- Josu Uribe (2012)
- Javi Salamero (2012)
- Rubi (2012-13)
- Ricardo Rodríguez (2013)
- Javi López (2013-14)
- Pablo Machín (2014-2018)
- Eusebio Sacristán (2018-2019)
- José Luis Martí (2019-2021)
- Míchel (2021-)

## Palmarès

### Competizioni nazionali
- Segunda División: 1

1935-1936 (gruppo II)
- Segunda División B: 1

2007-2008
- Tercera División: 5

1933-1934, 1947-1948, 1954-1955, 1988-1989, 2005-2006

### Competizioni regionali
- Primera Catalana: 1

1998-1999

## Statistiche

### Partecipazione ai campionati e ai tornei internazionali

#### Campionati nazionali
Alla stagione 2025-2026 il club ha ottenuto le seguenti partecipazioni ai campionati nazionali:
| Livello | Categoria                             | Partecipazioni | Debutto   | Ultima stagione | Totale |
| ------- | ------------------------------------- | -------------- | --------- | --------------- | ------ |
| 1º      | Primera División                      | 6              | 2017-2018 | 2025-2026       | 6      |
| 2º      | Segunda División                      | 24             | 1934-1935 | 2021-2022       | 24     |
| 3º      | Segunda División B / Tercera División | 41             | 1933-1934 | 2007-2008       | 41     |
| 4º      | Tercera División                      | 15             | 1980-1981 | 2006-2007       | 15     |
| 5º      | Divisioni regionali                   | 3              | 1982-1983 | 1998-1999       | 3      |

### Tornei internazionali
Il miglior risultato raggiunto dal Girona nei tornei internazionali è il 33º posto raggiunto nella fase campionato della Champions League 2024-2025, in quella che resta a tutt'oggi l'unica partecipazione europea del club.
Alla stagione 2024-2025 il club ha ottenuto le seguenti partecipazioni ai tornei internazionali:
| Categoria             | Partecipazioni | Debutto   | Ultima stagione |
| --------------------- | -------------- | --------- | --------------- |
| UEFA Champions League | 1              | 2024-2025 | 2024-2025       |

## Tifoseria

### Gemellaggi e rivalità
Le rivalità maggiormente sentite dalla tifoseria del Girona sono quelle su base regionale con i vicini catalani dell'Espanyol e del Barcellona, consolidatesi negli ultimi anni a seguito delle prime esperienze della squadra in massima divisione. Quella con i blaugrana è in particolare considerata una partita "speciale", considerata la vicinanza politica delle squadre, unite nel supportare l'indipendentismo catalano, ed entrambe legate alla famiglia Guardiola (il fratello di Josep Guardiola, storico giocatore e allenatore del Barcellona, è dal 2017 co-proprietario del Girona). Per questo motivo, la partita fra le due compagini è stata definita un derby "amichevole".

## Organico

### Rosa 2025-2026
Aggiornata al 19 agosto 2025.
| N. |                        | Ruolo | Calciatore          |
| -- | ---------------------- | ----- | ------------------- |
| 1  | Spagna (bandiera)      | P     | Juan Carlos         |
| 2  | Spagna (bandiera)      | D     | Hugo Rincón         |
| 4  | Spagna (bandiera)      | D     | Arnau Martínez      |
| 5  | Spagna (bandiera)      | C     | David López         |
| 6  | Paesi Bassi (bandiera) | C     | Donny van de Beek   |
| 7  | Uruguay (bandiera)     | A     | Cristhian Stuani () |
| 8  | Spagna (bandiera)      | A     | Portu               |
| 9  | Spagna (bandiera)      | A     | Abel Ruiz           |
| 10 | Colombia (bandiera)    | A     | Yaser Asprilla      |
| 11 | Francia (bandiera)     | C     | Thomas Lemar        |
| 12 | Brasile (bandiera)     | D     | Vitor Reis          |
| 13 | Argentina (bandiera)   | P     | Paulo Gazzaniga     |
| 14 | Spagna (bandiera)      | C     | Oriol Romeu         |

| N. |                               | Ruolo | Calciatore           |
| -- | ----------------------------- | ----- | -------------------- |
| 15 | Ucraina (bandiera)            | C     | Viktor Tsygankov     |
| 16 | Spagna (bandiera)             | D     | Alejandro Francés    |
| 17 | Paesi Bassi (bandiera)        | D     | Daley Blind          |
| 18 | Rep. Ceca (bandiera)          | D     | Ladislav Krejčí      |
| 19 | Macedonia del Nord (bandiera) | A     | Bojan Miovski        |
| 20 | Belgio (bandiera)             | D     | Axel Witsel          |
| 21 | Venezuela (bandiera)          | C     | Yangel Herrera       |
| 22 | Colombia (bandiera)           | D     | Jhon Solís           |
| 23 | Spagna (bandiera)             | C     | Iván Martín          |
| 25 | Ucraina (bandiera)            | P     | Vladyslav Krapyvtsov |
| 33 | Spagna (bandiera)             | A     | Joel Roca            |
| 44 | Senegal (bandiera)            | C     | Pape Dame Ba         |